# Студия звукозаписи «Берберян»
«Студия звукозаписи „Берберян“» (англ. Berberian Sound Studio) — английский фильм ужасов 2012 года. Режиссёр и автор сценария Питер Стриклэнд. Концептуально фильм относится к слоубернерам, отдельными критиками рассматривается как производственная драма.

## Сюжет
1970-е годы. Британского звукоинженера Гилдероя приглашают в Италию для записи аудио-эффектов к фильму о средневековых судебных процессах над ведьмами. Кино, как выясняется на месте, снято в жанре ужасов, с которым Гилдерой прежде не работал. Изобилует множеством жестоких и шокирующих сцен. Скромный и застенчивый специалист приступает к работе, к которой оказывается психически не готовым. Рабочий процесс усугубляют дрязги между сотрудниками кинокомпании и финансовые затруднения.

## Художественные особенности
Фильм подробно рассказывает о специфике работы актёров озвучивания кино и работе звукорежиссёра. Тематически и стилистически фильм многое заимствует у итальянского поджанра фильмов ужасов — джалло. Несмотря на то, что фильм, над которым работает главный герой, изобилует сценами откровенного физического насилия, сами они не показываются. Большинство эмоционально напряженных моментов фильма передаются звуками, либо, наоборот, немой мимикой — вследствие того, что камера снимает лицо актёра озвучивания, находящегося внутри звукоизолированной будки. Фильм можно также отнести к метакинематографу.
Фильм снят преимущественно на итальянском языке, что создает ещё больший эффект потерянности и отстраненности, который переживает главный герой англичанин.

## Критика
Несмотря на кассовый неуспех, фильм был одобрительно принят критиками. На IMDb он имеет рейтинг 6,2 (свыше 14 300 оценок). 85 % свежести на Rotten Tomatoes (на основе 98 оценок критиками). И рейтинг 6 баллов на Кинопоиске (на основе >1300 оценок). В 2012 году фильм был удостоен звания «Фильм года» в Великобритании, по мнению авторитетной профессиональной награды The Critic’s Circle. 
«Студия звукозаписи Берберян» — независимый мистический фильм производства Великобритании, который являет собой смесь традиционного итальянского джалло и британщины […] что особо отличает «Студию», так это самобытность. […] фильм можно назвать нетипичным во всех его проявлениях, при просмотре затрудняешься назвать хоть что-то похожее. […] Оригинальная мистика ленты не вгоняет в панику с самого первого момента фильма, она потихоньку наращивает напряжение и… некое ощущение дискомфорта, которое, пожалуй, тоже можно принять за страх.